# Wyżyna Labradorska
Wyżyna Labradorska – wyżyna w Ameryce Północnej (w całości w Kanadzie), znajdująca się na północ od pasma Appalachów na półwyspie Labrador. Geograficznie jest częścią Tarczy Kanadyjskiej.